# Cadranier

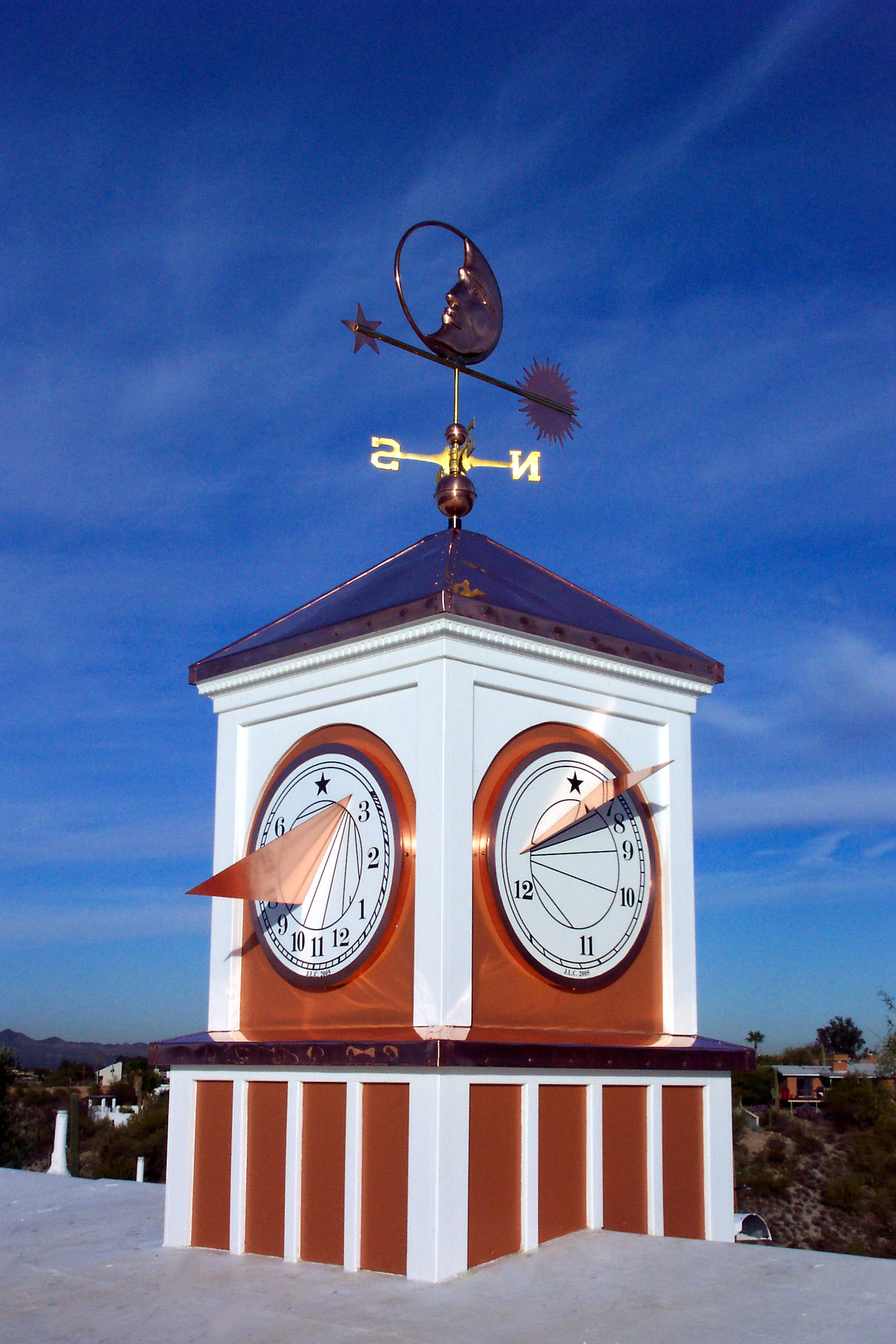
Cadran réalisé sur le toit de sa propre maison par le cadranier et designer John Carmichael dans l'Arizona.

Le cadranier est la personne qui réalise les cadrans solaires.
Selon l'usage contemporain, on écrit cadrannier pour l'artisan qui fabrique des cadrans destinés aux horlogers, et cadranier pour les réalisateurs de cadrans solaires. On les appelle aussi « maîtres cadranyers », « facteurs de cadrans », ou plus simplement « faiseurs de cadrans ». Un néologisme lui donne le nom de cadraniste.

## Activité
L'activité apparaît chez les Grecs mais se développe surtout chez les Arabes à des fins religieuses : certaines prières (comme la prière de al-'asr ou la prière de adh-dhouhr lorsque le soleil se trouve à son zénith) réclament des cadraniers la maîtrise d'un minimum de connaissances telles que la cosmographie ou la  trigonométrie. Pour les cadrans complexes, ils doivent se faire assister par un gnomoniste. Ils installent leur instrument sur les murs sud-ouest des mosquées pour indiquer l'heure au muezzin.
À la fin du Moyen Âge, le cadranier en Occident doit aussi avoir des connaissances annexes lui permettant d'exercer (peintre en lettres, céramiste sur lave de Volvic, potier, chaudronnier, graveur sur pierre, etc.) Son métier d'art se développe à travers le compagnonnage. Outre la réalisation technique, il décore souvent le cadran et, à la demande de son commanditaire, l'orne d'une devise. On recense en France 6 à 7 000 devises pour 23 000 cadrans.

## Anecdote
L'expression « chacun voit midi à sa porte » provient de cadraniers qui, à l'origine, étaient de simples maçons sans connaissance gnomonique, si bien que dans une même rue, on pouvait avoir deux cadrans n'indiquant pas le même midi.